# Virecourt
Virecourt est une commune française située dans le département de Meurthe-et-Moselle, en région Grand Est.

## Géographie
Virecourt se situe sur la rive droite de la Moselle entre Bayon et Chamagne.
| Roville-devant-Bayon  | Bayon     | Froville   |
| Mangonville           | Virecourt |            |
| Bainville-aux-Miroirs |           | Villacourt |

### Hydrographie
La commune est dans le bassin versant du Rhin, au sein du bassin Rhin-Meuse. Elle est drainée par la Moselle,.
La Moselle, d'une longueur totale de 560 kilomètres dont 314 kilomètres en France, prend sa source dans le massif des Vosges au col de Bussang et se jette dans le Rhin à Coblence en Allemagne. 

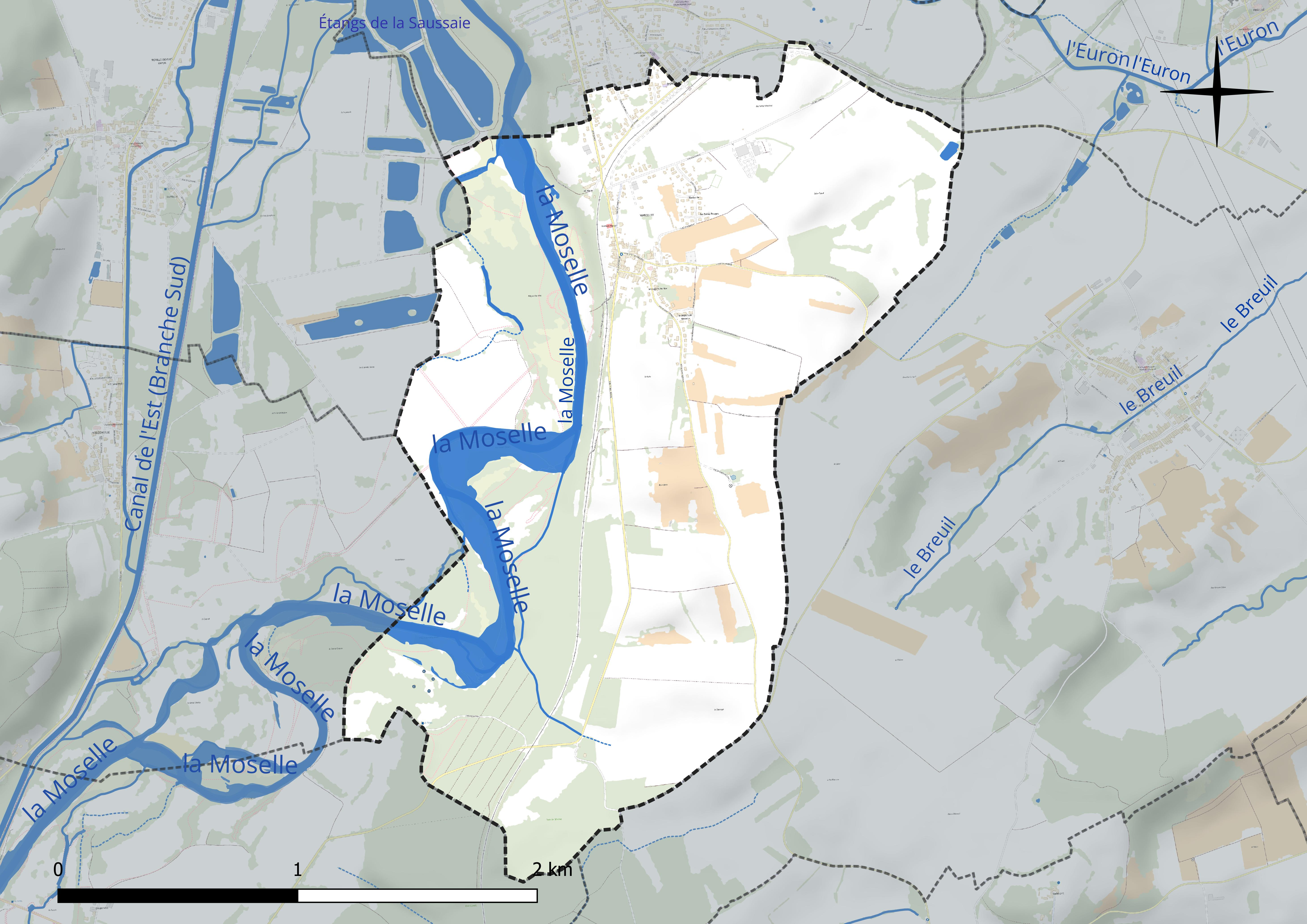
Réseau hydrographique de Virecourt.

### Climat
Pour des articles plus généraux, voir Climat du Grand Est et Climat de Meurthe-et-Moselle.
En 2010, le climat de la commune est de type climat des marges montargnardes, selon une étude du Centre national de la recherche scientifique s'appuyant sur une série de données couvrant la période 1971-2000. En 2020, Météo-France publie une typologie des climats de la France métropolitaine dans laquelle la commune est exposée à un climat semi-continental et est dans la région climatique  Lorraine, plateau de Langres, Morvan, caractérisée par un hiver rude (1,5 °C), des vents modérés et des brouillards fréquents en automne et hiver. 
Pour la période 1971-2000, la température annuelle moyenne est de 9,5 °C, avec une amplitude thermique annuelle de 17 °C. Le cumul annuel moyen de précipitations est de 914 mm, avec 12,4 jours de précipitations en janvier et 9,9 jours en juillet. Pour la période 1991-2020, la température moyenne annuelle observée sur la station météorologique de Météo-France la plus proche, « Mirecourt-inra », sur la commune de Mirecourt à 23 km à vol d'oiseau, est de 10,4 °C et le cumul annuel moyen de précipitations est de 824,3 mm. 
La température maximale relevée sur cette station est de 39,5 °C, atteinte le 25 juillet 2019 ; la température minimale est de −19,5 °C, atteinte le 20 décembre 2009,,. 
Les paramètres climatiques de la commune ont été estimés pour le milieu du siècle (2041-2070) selon différents scénarios d'émission de gaz à effet de serre à partir des nouvelles projections climatiques de référence DRIAS-2020. Ils sont consultables sur un site dédié publié par Météo-France en novembre 2022.

## Urbanisme

### Typologie
Au 1er janvier 2024, Virecourt est catégorisée bourg rural, selon la nouvelle grille communale de densité à sept niveaux définie par l'Insee en 2022.
Elle est située hors unité urbaine. Par ailleurs la commune fait partie de l'aire d'attraction de Nancy, dont elle est une commune de la couronne,. Cette aire, qui regroupe 353 communes, est catégorisée dans les aires de 200 000 à moins de 700 000 habitants,.

### Occupation des sols
L'occupation des sols de la commune, telle qu'elle ressort de la base de données européenne d’occupation biophysique des sols Corine Land Cover (CLC), est marquée par l'importance des territoires agricoles (78,7 % en 2018), une proportion sensiblement équivalente à celle de 1990 (79,3 %). La répartition détaillée en 2018 est la suivante : prairies (46,4 %), terres arables (26,4 %), forêts (14,9 %), zones urbanisées (6,5 %), cultures permanentes (5,8 %). L'évolution de l’occupation des sols de la commune et de ses infrastructures peut être observée sur les différentes représentations cartographiques du territoire : la carte de Cassini (XVIIIe siècle), la carte d'état-major (1820-1866) et les cartes ou photos aériennes de l'IGN pour la période actuelle (1950 à aujourd'hui).

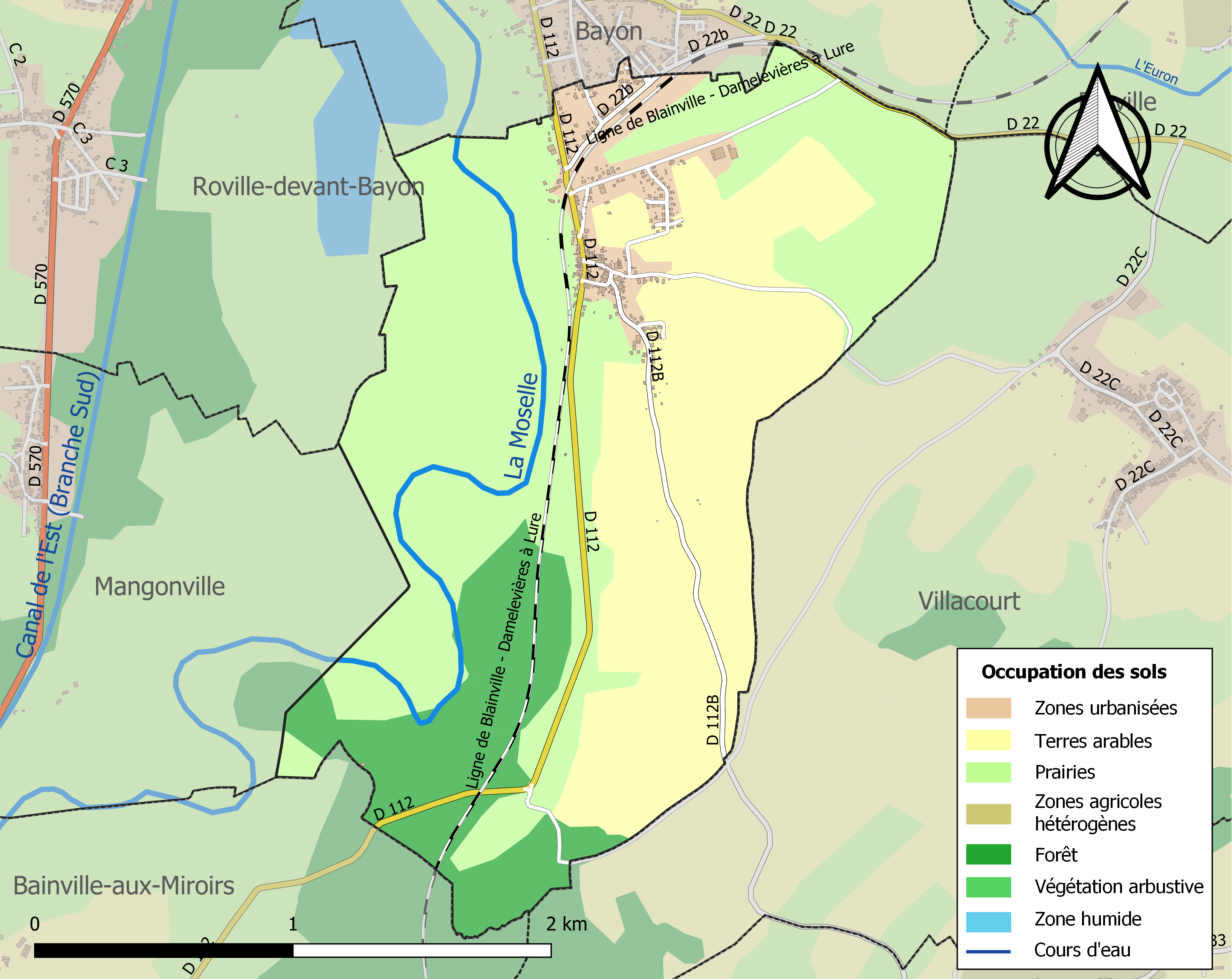
Carte des infrastructures et de l'occupation des sols de la commune en 2018 (CLC).

## Toponymie
Virecourt fut autrefois nommée Werecort, Vourecourt ou encore Woyrecourt[réf. nécessaire].

## Histoire
Longtemps située sur la seule route longeant la Moselle (la route par Roville et Mangonville n'ayant été tracée que plus tard), Roville occupait une place de choix dans les échanges avec le Sud par Charmes.
1789-1790 : suppression de la féodalité puis des ordres réguliers et confiscation des biens du clergé.

### Les Templiers et les Hospitaliers
Son histoire est intimement liée à celle de l'ordre de Saint-Jean de Jérusalem. À Virecourt se trouvait une commanderie (maison seigneuriale), la Commanderie de Virecourt, une chapelle, des granges et des étables ainsi qu'un colombier.
1203 : un clerc nommé Arnulphe et sa sœur Gesla de Nancy font don de leur alleu de Virecourt aux Templiers.
1311-1312 : au concile de Vienne présidé par le pape Clément V, l'ordre du Temple est dissous et la plus grande partie de ses biens est donnée à l'ordre de Saint-Jean de Jérusalem. Virecourt passe ainsi des Templiers aux Hospitaliers.
Le commandeur était seul seigneur et haut-justicier dans le village. Cependant, en 1480, les habitants formèrent le projet de se donner au duché de Lorraine. Cette volonté d'indépendance fut sévèrement réprimée et pour que personne n'oublie, les commandeurs firent inscrire le procès-verbal de répression dans les papiers terriers.
1710 : après avoir été rattachée à la commanderie de Lorraine puis à celle de Saint-Jean-du-Vieil-Aître, Virecourt est érigée en commanderie particulière ; son premier commandeur nommé en 1723 est Jacques-François de Chambray.

## Politique et administration
| Période                                  | Période                   | Identité                                     | Étiquette | Qualité |
| ---------------------------------------- | ------------------------- | -------------------------------------------- | --------- | ------- |
| Les données manquantes sont à compléter. |                           |                                              |           |         |
| mars 2001                                | mars 2008                 | Gérard Lamoise                               |           |         |
| mars 2008                                | mars 2014                 | Vincent Grabowski                            |           |         |
| avril 2013                               | 2014                      | Alain Amet                                   |           |         |
| 2014                                     | En cours (au 25 mai 2020) | Yves Thiébaut Réélu pour le mandat 2020-2026 |           |         |

## Démographie
L'évolution du nombre d'habitants est connue à travers les recensements de la population effectués dans la commune depuis 1793. Pour les communes de moins de 10 000 habitants, une enquête de recensement portant sur toute la population est réalisée tous les cinq ans, les populations de référence des années intermédiaires étant quant à elles estimées par interpolation ou extrapolation. Pour la commune, le premier recensement exhaustif entrant dans le cadre du nouveau dispositif a été réalisé en 2004.

En 2022, la commune comptait 499 habitants, en évolution de +8,71 % par rapport à 2016 (Meurthe-et-Moselle : −0,13 %, France hors Mayotte : +2,11 %).
| 1793 | 1800 | 1806 | 1821 | 1831 | 1836 | 1841 | 1846 | 1851 |
| ---- | ---- | ---- | ---- | ---- | ---- | ---- | ---- | ---- |
| 139  | 131  | 173  | 224  | 248  | 257  | 295  | 286  | 287  |

| 1856 | 1861 | 1872 | 1876 | 1881 | 1886 | 1891 | 1896 | 1901 |
| ---- | ---- | ---- | ---- | ---- | ---- | ---- | ---- | ---- |
| 318  | 350  | 312  | 327  | 376  | 358  | 324  | 344  | 336  |

| 1906 | 1911 | 1921 | 1926 | 1931 | 1936 | 1946 | 1954 | 1962 |
| ---- | ---- | ---- | ---- | ---- | ---- | ---- | ---- | ---- |
| 329  | 303  | 318  | 309  | 301  | 290  | 277  | 261  | 309  |

| 1968 | 1975 | 1982 | 1990 | 1999 | 2004 | 2006 | 2009 | 2014 |
| ---- | ---- | ---- | ---- | ---- | ---- | ---- | ---- | ---- |
| 285  | 280  | 393  | 400  | 453  | 446  | 434  | 460  | 464  |

| 2019 | 2022 | - | - | - | - | - | - | - |
| ---- | ---- | - | - | - | - | - | - | - |
| 491  | 499  | - | - | - | - | - | - | - |

## Culture locale et patrimoine

### Lieux et monuments
- Gare de Bayon.
- Le « château », qui abrite actuellement la mairie et des logements locatifs. Importante ferme jusqu'au deuxième tiers du XIXe siècle (et déjà dotée de l'appellation de « château » sur les cartes postales de l'époque), l'édifice devient après la guerre de 1870 la propriété d'un optant, M. Coume, qui se lance dans la production de chicorées. Il transforme profondément l'immeuble, l'exhausse, l'agrandit, etc. Il recrée dans les salons et la salle-à-manger une "atmosphère" alsacienne : boiseries en sapin sombres, balustres, plafond boisé, cigogne sur les vitraux. Il agrémente le jardin d'une importante serre reliée à la maison par un jardin d'hiver. Celle-ci abritait palmiers et autres plantes exotiques.
Après avoir été propriété de la ville de Nancy, les lieux sont rachetés par la municipalité de Virecourt qui y transfère le siège de la mairie au tout début des années 2000.
- Église Saint-Servan : de dimensions modestes, l'église se compose d'une nef unique à trois travées ; la dernière, à fond plat, formant le cœur. La tour-clocher, peu élevée, empiète largement sur la première travée. Une chapelle, au nord, dédiée à saint Jean-Baptiste, ouvre complètement sur la travée du cœur. La clef de sa voûte en ogive est ornée d'un blason difficile à déchiffrer (dû à l'absence [?] de polychromie). Cette chapelle est un ajout des chevaliers de Malte qui agrandit de manière importante l'espace intérieur. La construction du premier édifice daterait de 999. La tour est romane. Le chevet date du XIIIe siècle. La nef a été remaniée au XVIe. Cinq éléments remarquables sont à signaler :
  - Dans le cœur, placée à environ deux mètres du sol dans le mur de chevet, se trouve une remarquable niche ornée et grillagée gothique formant réserve eucharistique. La cavité est encadrée d'un ornement ogival agrémenté de choux frisés. Le fronton présente un motif sculpté important.
  - Toujours dans le cœur, sur le mur sud, se trouve un intéressant lavabo liturgique gothique.
  - La clef de voûte de la travée médiane porte une croix de Malte, rare témoignage actuel de la présence des Hospitaliers autrefois.
  - La tour-clocher est soutenue dans la première travée par une colonne romane dont le chapiteau est orné de deux têtes humaines sculptées. Une cavité creusée à hauteur de main accueille un bénitier.
  - L'église de Virecourt possédait autrefois un intéressant font baptismal aujourd'hui conservée au musée d'Épinal, réemploi tardif d'un autel gallo-romain. De forme presque cubique, celle-ci présentait, en ronde-bosse, sur chacune de ses faces, des groupes de figures.
Il convient enfin de citer un chemin de croix exécuté en 1935 par Pierre-Dié Mallet .
- Site de la Moselle Sauvage : Virecourt se trouve sur le site de la Moselle Sauvage qui s'étend de Chamagne à Tonnoy. Il s'agit de l'un des derniers tronçons de rivière à lit mobile du Nord-Est de la France, ce qui en fait un espace privilégié à l'échelle nationale. Depuis 2002, le conseil régional a été à l'initiative du classement de cette partie de la Moselle (entre Bayon et Charmes) en Réserve Naturelle Régionale, confortant l'intérêt patrimonial majeur de ce site (présence de castors sur la commune...).

### Héraldique
| Blason de Virecourt | Blason  | De gueules à la croix de Malte d'argent entourée d’une cordelette de sable* mise en orle.                                                  |
| Blason de Virecourt | Détails | * Il y a là non-respect de la règle de contrariété des couleurs : ces armes sont fautives (sable sur gueules). Adopté par la municipalité. |